# Esse Amor Tão Errado
"Esse Amor Tão Errado" é uma canção da cantora brasileira Manu Gavassi lançado em 5 de dezembro de 2014 pela Midas Music. O seu videoclipe foi dirigido por Carlos Baptista e teve a participações de Manu Gavassi com o ator norte-americano Tadd Fulton quem gravaram juntos em Los Angeles. A faixa foi posteriormente incluída no álbum de compilação Jovens Tardes 2015.

## Ligações Externas
- Site Oficial